# Anton Rudinski
Anton Rudinski, auch Antun oder Anton Rudinsky (* 1. Oktober 1937 in Subotica; † 7. Oktober 2017 in Villingen-Schwenningen) war ein jugoslawischer Fußballspieler und -trainer.

## Als Spieler
In der Jugend spielte er bei NK Bačka 1901 in Subotica und begann seine Karriere dann 1952 bei FK Spartak Zlatibor Voda, ebenfalls aus Subotica. Er spielte dann von 1953 bis 1962 für FK Roter Stern Belgrad, danach ging er für ein Jahr zum Lokalrivalen FK Partizan Belgrad. Die Saison 1963/64 verbrachte er bei NK Olimpija Ljubljana, die darauffolgende beim FC Winterthur. Nach Stationen beim FC Metz und beim SC Viktoria Köln beendete er seine Spielerkarriere beim FC Monthey (aus Monthey) und absolvierte sieben Länderspiele für die jugoslawische Fußballnationalmannschaft.

## Als Trainer
Die Trainerkarriere begann beim FC 08 Villingen in der Amateurliga Schwarzwald-Bodensee 1972, wo er für zwei Spielzeiten blieb. Von 1975 bis zum 8. Oktober 1977 trainierte er den SV Waldhof Mannheim (damals Chio Waldhof) in der zweiten Bundesliga Süd und erreichte hier den achten und elften Tabellenplatz. Danach musste er nach vier Siegen, vier Unentschieden und fünf Niederlagen den Verein am Beginn seiner dritten Trainerspielzeit beim SVW vorzeitig verlassen. Zur Rückrunde der Saison 1977/78 übernahm er von Lutz Hangartner den Posten als Trainer beim Offenburger FV, den er 1978 in die neugegründete drittklassige Fußball-Oberliga Baden-Württemberg führte und dort 1979 den fünften Platz erreichte.
Vom 1. Juli 1979 bis zum 9. März 1980 leitete er die Mannschaft vom Freiburger FC, dann den FC Lugano (Nationalliga B, 10. Platz) und (Nationalliga B, 7. Platz) und danach die des Freiburger Lokalrivalen SC Freiburg von 1984 (achter Platz) bis zum 1. Januar 1986 und die des VfL Osnabrück (Spielzeit 1987/88, achter Platz), jeweils in der zweiten Bundesliga. Ebenfalls in der zweiten Liga betreute er die SpVgg Bayreuth in der Hinrunde 1989/90. Von 2002 bis Ende 2004 ließ er seine Karriere beim 1. FC Schweinfurt 05 als Co-Trainer ausklingen und war 2005 nochmal kurzzeitig als Trainer für den FC Konstanz in der Fußball-Verbandsliga Südbaden aktiv.
Zur Saison 2010/11 trainierte er im Alter von 73 Jahren Fatihspor Spaichingen in der Fußball-Bezirksliga Württembergischer Schwarzwald, musste aber nach wenigen Monaten aufhören.